# غازي إنعيم
غازي إنعيم فنان تشكيلي فلسطيني / أردني (مواليد صوريف ، الضفة الغربية عام 1960)، يشغل منصب رئيس رابطة الفنانين التشكيليين الأردنيين. تخرَّج عام 1985 – بكالوريوس فنون جميلة – قسم الحفر بجامعة دمشق. يمارس الرسم الزيتي ويستخدم الخامات المتعددة ويمارس الفن الغرافيكي. كما يكتب النقد التشكيلي ويمارس الإخراج الصحافي، وطبعت له عشرات الملصقات الوطنية في سوريا والأردن وقطر والسعودية. وقد أقام عدة معارض خاصة في الوطن العربي، وشارك في 82 معرضاً جماعياً في الفترة ما بين 1979-2000 م.